# June Brigman
June Brigman (* 26. Oktober 1960 in Atlanta, Georgia) ist eine US-amerikanische Comiczeichnerin und Illustratorin.

## Leben und Arbeit
Die aus den Südstaaten stammende Brigman begann in den 1980er Jahren als hauptberufliche Comiczeichnerin zu arbeiten. Seither hat sie sich unter anderem durch ihre Arbeit an der innovativen Serie Power Pack, die sie 1984 gemeinsam mit der Autorin Louise Simonson schuf, sowie durch ihre Arbeit als Zeichnerin für Miniserien der großen US-amerikanischen Verlage DC-Comics – für den sie beispielsweise 1994 eine Miniserie zu der Superheldin Supergirl illustrierte – und Marvel-Comics und als Zeichnerin von Zeitungs-Comicstrips wie Brenda Starr, das sie von 1996 bis 2011 gemeinsam mit Mary Schmich betreute, hervorgetan. Darüber hinaus wurde Brigman als einer der ersten Frauen, der es gelang, sich in der „Männerdomäne“ der US-amerikanischen Comicindustrie als Künstlerin durchzusetzen, und als Dozentin der Joe Kubert School of Cartoon and Graphic Art in Dover (New Jersey), wo sie seit 2005 lehrt, Aufmerksamkeit zuteil. Seit 2016 zeichnet sie die Sunday Strips von Mary Worth.